# 加拉帕戈斯象龜
加拉巴哥象龜（學名：Chelonoidis nigra）是現存體型最大的陸龜之一。為厄瓜多加拉巴哥群島特有。成年象龜身長1.5 米(4.9呎)，平均体重达到175公斤，最高纪录为400公斤(880磅)，在爬虫类中列第13位。野外寿命超过100年。2006年6月23日在澳洲動物園因心臟衰竭病逝的大象龜哈麗，估計享年約175歲，病逝前為世上最長壽的存活動物。
由於加拉帕戈斯群島中不同島上的生態環境有明顯的差異，故不同亞種的象龜形態都不同。在濕潤的高地島，象龟更大，有半球形的壳和短脖子，在干燥的低地岛，象龟更小，有马鞍形的壳和长脖子。这啟發出達爾文對“演化論”的思考。
近年這些群島上各品種之間的關係存在爭議，故現時將加拉帕戈斯象龜歸類為一個物種綜合（species complex），而非單一物種。
16世纪加拉巴哥象龜的數量大約有25万只，1970年代只剩下3000只，主要原因是人的捕猎以获取肉和油，栖息地被农业生产占用和物种入侵，如羊和猪。原有的15个亚种还剩十个亚种在野外生存，第十一个亚种只剩一只名为「孤独乔治」的雄龟，于2012年6月死亡。20世纪初开始的动物保护活动使象龟现有的数量恢复到1.9万只。在国际自然保护联盟名录中属于易危物种。

## 分佈與棲息地

各亞種分佈：灰色表示尚有原生象龜的島嶼，但分佈極西的費爾南迪納島象龜於2019年重新被發現

加拉帕戈斯象龜只分佈於南美洲加拉帕戈斯群島的9個小島上。為適應各島上不同的環境以及食物來源，象龜在數百萬年間分化成15个亚种，现在仅約10种还有野外存活的个体，最近絕種的亞种平塔岛象龟（C. n. abingdoni）曾長期只剩一只名为「孤独乔治」的雄龟。加拉巴戈斯國家公園（Galapagos National ParkService）於2012年6月24日發出聲明，「孤獨喬治」已經死亡。在6月24號當日，長久以來一直照顧「孤獨喬治」的勒裏納（Fausto Llerena）發現牠的屍體癱在地上，面朝聖克魯斯島（Santa Cruz Island）上「牠水坑的所在方向」。

### 亞種列表
| 亞種                                                                           | 保育狀況                                           |
| ------------------------------------------------------------------------------ | -------------------------------------------------- |
| C. abingdonii 平塔島象龜                                                       | 2012年絶種，但在2007年於伊莎貝拉島發現與此種的混種 |
| C. becki (named for Rollo Beck) 沃爾夫火山象龜（來自伊莎貝拉島）               | 易危                                               |
| C. chathamensis 聖克里斯托巴爾島象龜                                           | 瀕危                                               |
| C. darwini (以查爾斯·達爾文命名) 聖地亞哥島象龜                                | 極危                                               |
| C. duncanensis 平松島象龜 平松岛亚种                                           | 易危                                               |
| C. donfaustoi 加拉帕戈斯·唐福斯托象龜（分佈在聖克魯斯島東部） （唐褔斯托亚种） | 未知，現存約250隻；於2015年獲確認為新種            |
| C. guentheri (以阿爾伯特·甘瑟命名) 內格拉火山象龜（來自伊莎貝拉島）            | 瀕危                                               |
| C. hoodensis 艾斯潘諾拉島（西班牙島）象龜 （胡德岛亚种）                       | 極危                                               |
| C. microphyes (L. 'small in stature') 達爾文火山象龜（來自伊莎貝拉島）         | 易危                                               |
| C. nigra (L. 'black') 弗雷里安納島象龜                                         | 1846年被宣布絕種                                   |
| C. phantasticus 費爾南迪納巨龜（分佈在費爾南迪納島）                           | 極危；於2019年重新被發現                           |
| C. porteri 聖克魯斯島象龜                                                      | 極危                                               |
| C. vandenburghi 阿爾塞多火山象龜（來自伊莎貝拉島）                             | 易危                                               |
| C. vicina (L. 'near') 阿蘇爾火山象龜（來自伊莎貝拉島）                         | 瀕危                                               |

## 習性
龜是變溫動物，因此在陽光下曬1-2小時，吸收太陽的熱量，而天亮後他們會透過爬樹積極覓食。牠們每天睡8-9小時，大多在清晨或傍晚休息。同時，牠們的行走速度為每小時0.3公里（0.2英里）。
在較大、較潮濕及低海拔的島嶼上，龜之間會出現季節性遷移，在乾燥的季節，牠們會遷移到海拔較高（610米）的草原地區。同一路線已出現了很長時間，創造良好行走的路徑，而被烏龜通過的灌木叢被稱為「烏龜公路」。
在涼爽的夜晚，加拉帕戈斯象龜會會在泥濘的及雨水形成的池中休息，這可能是由於需要進行體溫調節和驅趕寄生蟲。亦有些龜會在伸出的岩石下休息。

### 飲食
加拉帕戈斯象龜是草食動物，食物包括仙人掌、草、樹葉、苔蘚和漿果等。一隻烏龜平均每天吃32-36公斤（70-80磅）的食物，但因消化系統的效率較低，因此攝取的營養也較少。
陸龜以植物的露水和汁液獲得大部分水份，因此，他們可以在很長時間內不喝水。他們也可以忍受長達18個月的時間不進食不喝水；而口渴時，他們喝水的速度可以既大量又快速，並儲在自己的膀胱及心臟，使他們在長時間內不用再喝水。在乾旱的島嶼上，象龜會在清晨時舔舐巨石上的露水，許多岩石上已形成因連續多代的此類行為所造成的岩石凹陷。

## 瀕危原因
在達爾文初到加拉帕戈斯群島時，加拉帕戈斯象龜的數量大約有25萬隻，現在卻只剩下1萬9千隻。數量劇降的最主要原因是18至19世紀的捕鯨者及海盜經常捕捉象龜作為在船上的糧食。

## 保護狀況
加拉帕戈斯群島現已受到厄瓜多政府保護，列為國家公園，也是世界自然遺產。

## 外部連結
维基共享资源上的相關多媒體資源：Chelonoidis nigra
1. ↑  Rhodin, A.G.J.; van Dijk, P.P. . Iverson, J.B.; Shaffer, H.B  (编). Turtle taxonomy working group. Chelonian Research Foundation. 2010: 33–34. doi:10.3854/crm.5.000.checklist.v3.2010. 缺少或|title=为空 (帮助)